# Baranów Sandomierski
Baranów Sandomierski (pronunciación polaca: [baˈranuf sandɔˈmʲɛrskʲi]) es una ciudad polaca, capital del municipio homónimo en el distrito de Tarnobrzeg del voivodato de Subcarpacia. En 2006 tenía una población de 1453 habitantes.
Se conoce la existencia de la localidad desde 1135, cuando se menciona como una fortificación junto al Vístula. En 1354, Casimiro III de Polonia le otorgó estatus urbano. En sus orígenes era propiedad de la familia Baranowski, de la cual toma la ciudad su nombre. Durante la Reforma protestante fue un destacado centro calvinista. Durante el Diluvio, la ciudad fue saqueada y quemada y perdió la importancia que tuvo en sus orígenes; este declive se agravó tras la partición de 1772, que incluyó a la localidad en la región austriaca de Galitzia, muy cerca de la frontera con el Imperio ruso. La administración austriaca le retiró el estatus urbano en 1896 y dos años después casi toda la localidad se quemó en un incendio. Tras volver a territorio polaco en 1918, la Segunda República Polaca le volvió a otorgar el estatus urbano en 1934; sin embargo, no logró un desarrollo urbano importante porque la mayoría de los mil quinientos judíos que la habitaban fueron asesinados en el Holocausto, quedando por lo general en la localidad solo una población de etnia polaca que no era muy numerosa.
Se ubica a orillas del río Vístula en el límite con el voivodato de Świętokrzyskie, unos 15 km al suroeste de la capital distrital Tarnobrzeg.